# Liste der Monuments historiques in Cour-l’Évêque
Die Liste der Monuments historiques in Cour-l’Évêque führt die Monuments historiques in der französischen Gemeinde Cour-l’Évêque auf.

## Liste der Objekte
| Bezeichnung | Beschreibung                                           | Standort                        | Kennzeichnung | Schutzstatus | Datum | Bild |
| ----------- | ------------------------------------------------------ | ------------------------------- | ------------- | ------------ | ----- | ---- |
| Kruzifix    | aus dem 16. Jahrhundert                                | in der Kirche St-Sulpice (Lage) | PM52001956    | Inscrit      | 2019  |      |
| Hauptaltar  | mit Tabernakel und Skulpturen; 18. und 19. Jahrhundert | in der Kirche St-Sulpice (Lage) | PM52001955    | Inscrit      | 2019  |      |